# 渝澳大桥
渝澳大桥坐落于嘉陵江之上，链接重庆的渝中区和江北区。1997年年末，澳门天华集团派遣考察团到重庆进行考察后，最终选择与重庆海旭实业发展有限公司进行合作 ，联合成立了重庆华葡桥梁有限公司，来进行对渝澳大桥的投资和修建。渝澳大桥于1999年12月16日奠基，在2001年年底完成其一期工程，并于2002年1月11日正式通车。它是一座为纪念澳门回归而修筑的桥梁，其名字中的“渝”指重庆，“澳”指澳门，象征两地之间的友谊。同时，渝澳大桥的建成极大地缓解了重庆嘉陵江大桥的交通压力，它们共同组成了单向过江水桥梁。

## 桥梁建设
渝澳大桥工程由主桥及主引桥、右引桥、左引桥、牛角沱立交跨线桥和引道五部分组成。桥位位于现嘉陵江大桥上游200m处，桥型为主跨95+160+95m的预应力连续刚构桥。线路全长4378.91m，工程长度5136.9m，其中一期工程线路全长1400m，桥梁长度1760.83m（主桥长744.07m，左右引桥及牛角沱匝道桥长1016.76m）。

## 技术标准
- 设计载荷：汽车—超20级，挂车—120；
- 主桥桥面净宽：17.5m(0.75+8×2+0.75m)，4车道；
- 桥面设计标高：220.39m；
- 设计洪水位：为300年一遇洪水位；
- 线路设计车速：60公里/小时；
- 设计通航等级：Ⅲ级（天然河流）。

其中一期工程还包含附属工程——大桥管理用房，工程规模：5461m2，主体结构类型为框架结构。

## 二期工程
渝澳大桥项目的二期工程，即华新分流路（现已正式命名为渝澳大道），于2002年9月开始动工，经过一年零三个月时间，于2003年底建成通车。二期工程道路长2980m，桥隧长度928.3m，其中包括蚂蝗梁双线隧道一座（260m）、新建互通式立交3座、2处平交改造。